# Ona (affluente della Uda)
La Ona (in russo Она́?; in buriato: Анаа) è un fiume della Russia siberiana orientale meridionale, affluente destro dell'Uda (bacino idrografico della Selenga). Scorre nel rajon Chorinskij della Repubblica Autonoma della Buriazia.

## Descrizione
Il fiume ha origine sul versante meridionale dello spartiacque dei monti Ulan-Burgasy. Inizialmente scorre in uno stretto burrone della taiga, lungo circa 35 km, diretto a sud-est, poi gira ad angolo retto verso sud-ovest e scorre tra le catene Kurbinskij e Zusy. La lunghezza del fiume è di 173 km, l'area del bacino è di 3700 km². Sfocia nella Uda a 206 km dalla foce, a ovest  del villaggio di Chorinsk, centro amministrativo del distretto.
Sulla riva destra del fiume si trova uno dei più antichi monasteri buddisti della Buriazia: Aninskij dacan.